# Kyle (Dakota du Sud)
Pour les articles homonymes, voir Kyle.
Kyle est une census-designated place du comté d'Oglala Lakota, dans le Dakota du Sud, aux États-Unis. Sa population était de 846 habitants au recensement de 2010.
La localité est nommée en l'honneur du sénateur James H. Kyle (en). C'est l'une des deux localités les plus proches du pôle d'inaccessibilité de l'Amérique du Nord.

## Démographie
| 1990 | 2000 | 2010 | - | - | - |
| ---- | ---- | ---- | - | - | - |
| 914  | 970  | 846  | - | - | - |